# 크랙의 시대: 코카인에 물들다
《크랙의 시대 - 코카인에 물들다》(영어: Crack: Cocaine, Corruption & Conspiracy)는 2020년 공개된 미국의 다큐멘터리 범죄 영화이다.

## 출연
- 미치 크레들 - 본인 역